# Chimilin
Chimilin település Franciaországban, Isère megyében. Lakosainak száma 1396 fő (2022. január 1.). Chimilin Les Abrets-en-Dauphiné, Aoste, La Bâtie-Montgascon, Corbelin, Granieu és Romagnieu községekkel határos.

## Népesség
A település népességének változása:
| Lakosok száma | 814  | 942  | 1044 | 1291 | 1428 | 1467 | 1452 | 1411 | 1404 | 1396 |
|               | 1968 | 1982 | 1990 | 2006 | 2013 | 2015 | 2017 | 2019 | 2020 | 2022 |